# Mastigodiaptomus
Mastigodiaptomus é um género de crustáceo da família Diaptomidae.
Este género contém as seguintes espécies:
- Mastigodiaptomus amatitlanensis
- Mastigodiaptomus montezumae
- Mastigodiaptomus purpureus